# شهرستان پینگلوو
شهرستان پینگلوو (به لاتین: Pingluo County) یک منطقهٔ مسکونی در چین است که در شیزویشان واقع شده‌است.